# St-Gengoult (Toul)

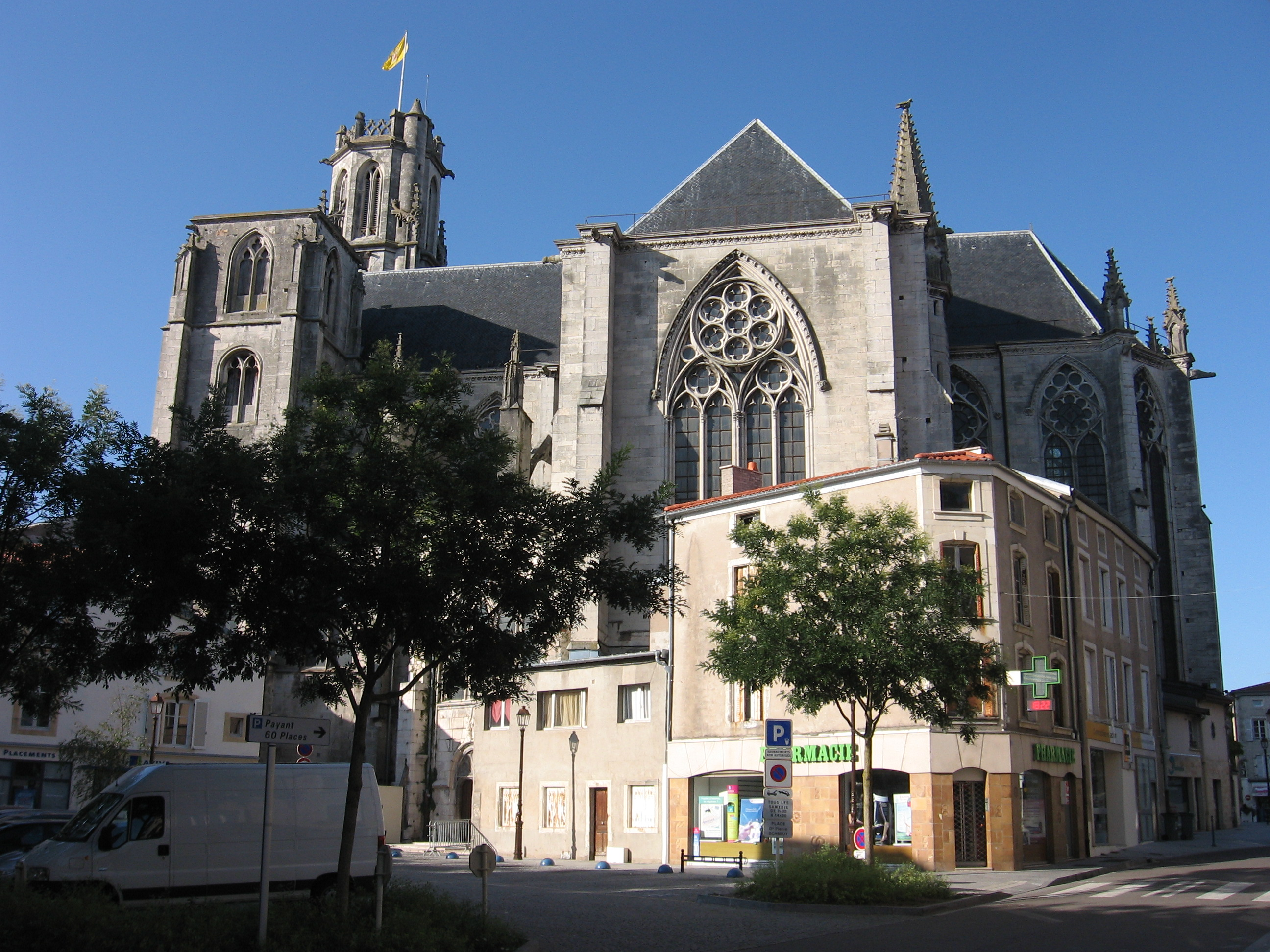
Saint-Gengoult (Toul)

Die römisch-katholische Stiftskirche Saint-Gengoult (französisch Collégiale Saint-Gengoult) ist eine ehemalige Stiftskirche im gotischen Stil in der französischen Stadt Toul in Lothringen, die mit einem bemerkenswerten Kreuzgang im Übergang vom Flamboyantstil zur Renaissance verbunden ist. Sie wurde in der Liste von 1840 als Monument historique klassifiziert.

## Geschichte

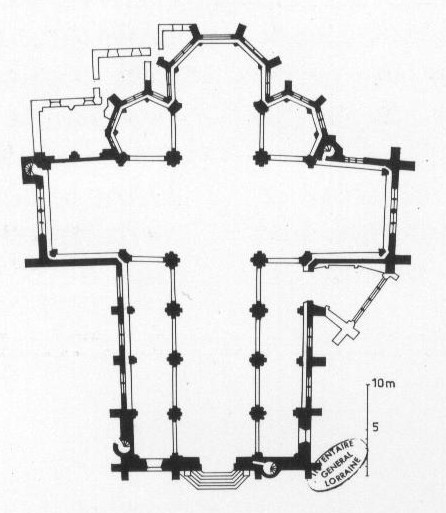
Grundriss der Kirche

Die Kirche ist dem Heiligen Gengoult oder Gangolf von Avallon gewidmet, einem Heiligen des 8. Jahrhunderts. Die heutige Kirche wurde ab dem 13. Jahrhundert wiederaufgebaut. Der höchste Turm der Stiftskirche diente bis zur Französischen Revolution als Belfried. Im 19. und frühen 20. Jahrhundert wurde von Émile Boeswillwald und Paul Boeswillwald eine Restaurierungskampagne durchgeführt.

## Architektur
Die Stiftskirche zeigt Formen der gotischen Architektur von ihren Anfängen bis zum Beginn der Renaissance.
Der Chor wurde im 13. Jahrhundert errichtet, die Glasfenster stammen ebenfalls aus dieser Zeit.

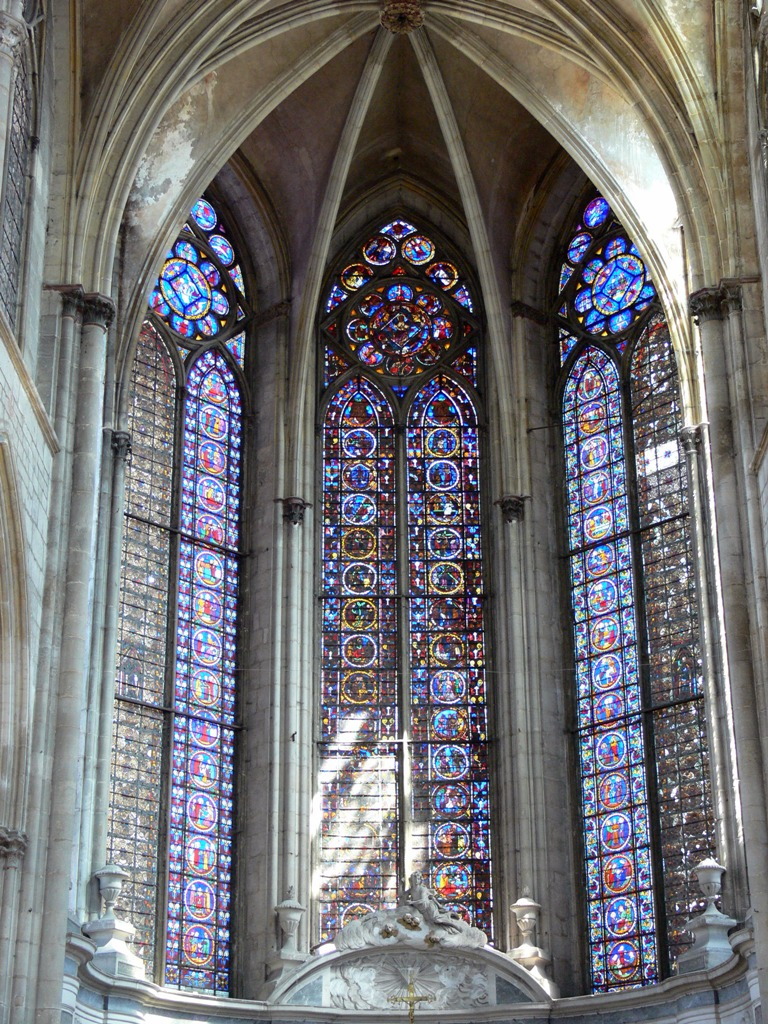
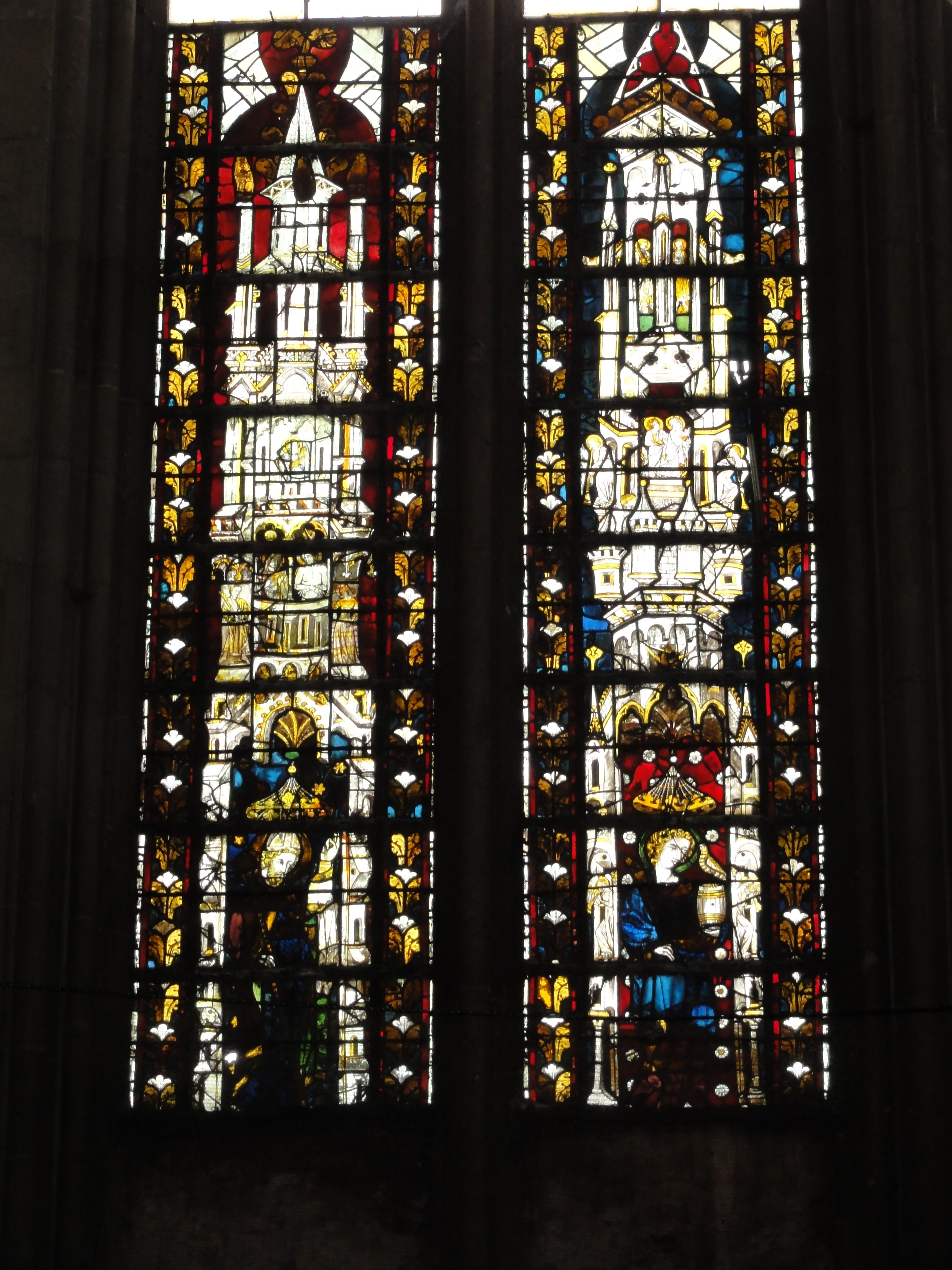
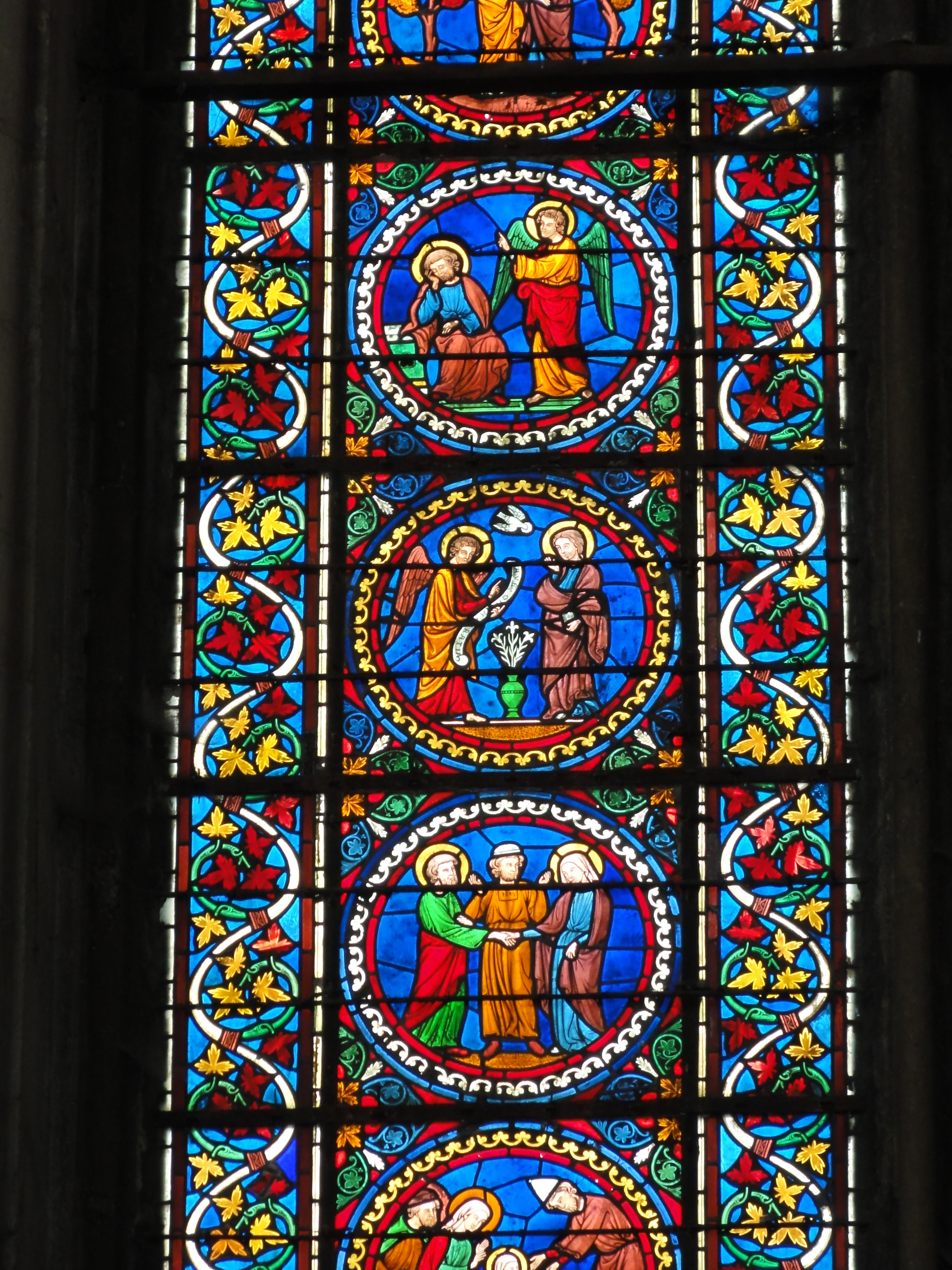
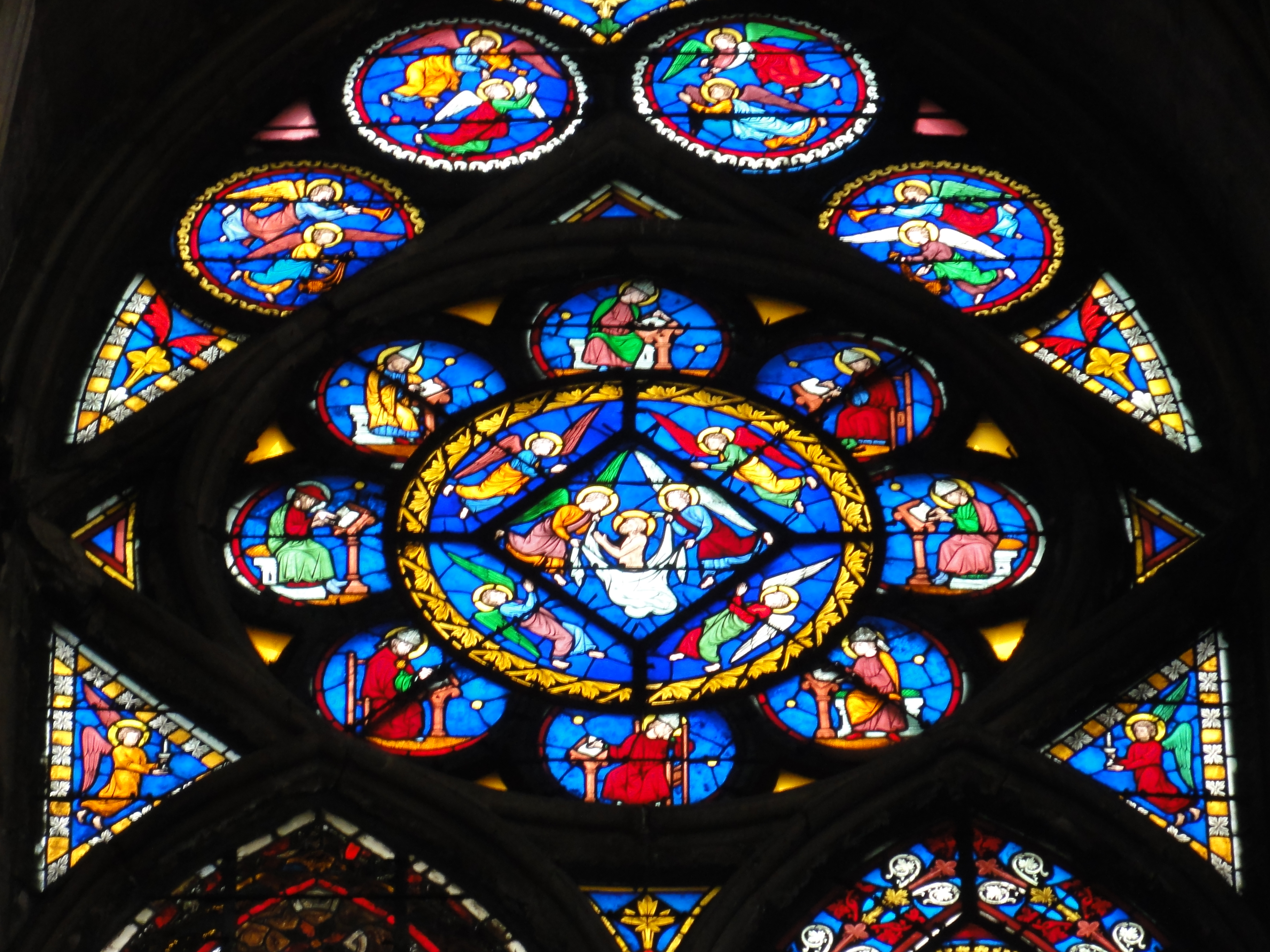

Das Querschiff wurde im 14. Jahrhundert errichtet, ebenso wie die Hälfte des Kirchenschiffs. Der Rest des Kirchenschiffs und die Fassade wurden im Stil der Flamboyant-Gotik (Ende des 15. Jahrhunderts) erbaut.
Die Orgel ist ein Werk der Manufacture Jaquot-Jeanpierre aus dem Jahr 1879 mit heute 32 Registern auf drei Manualen und Pedal.

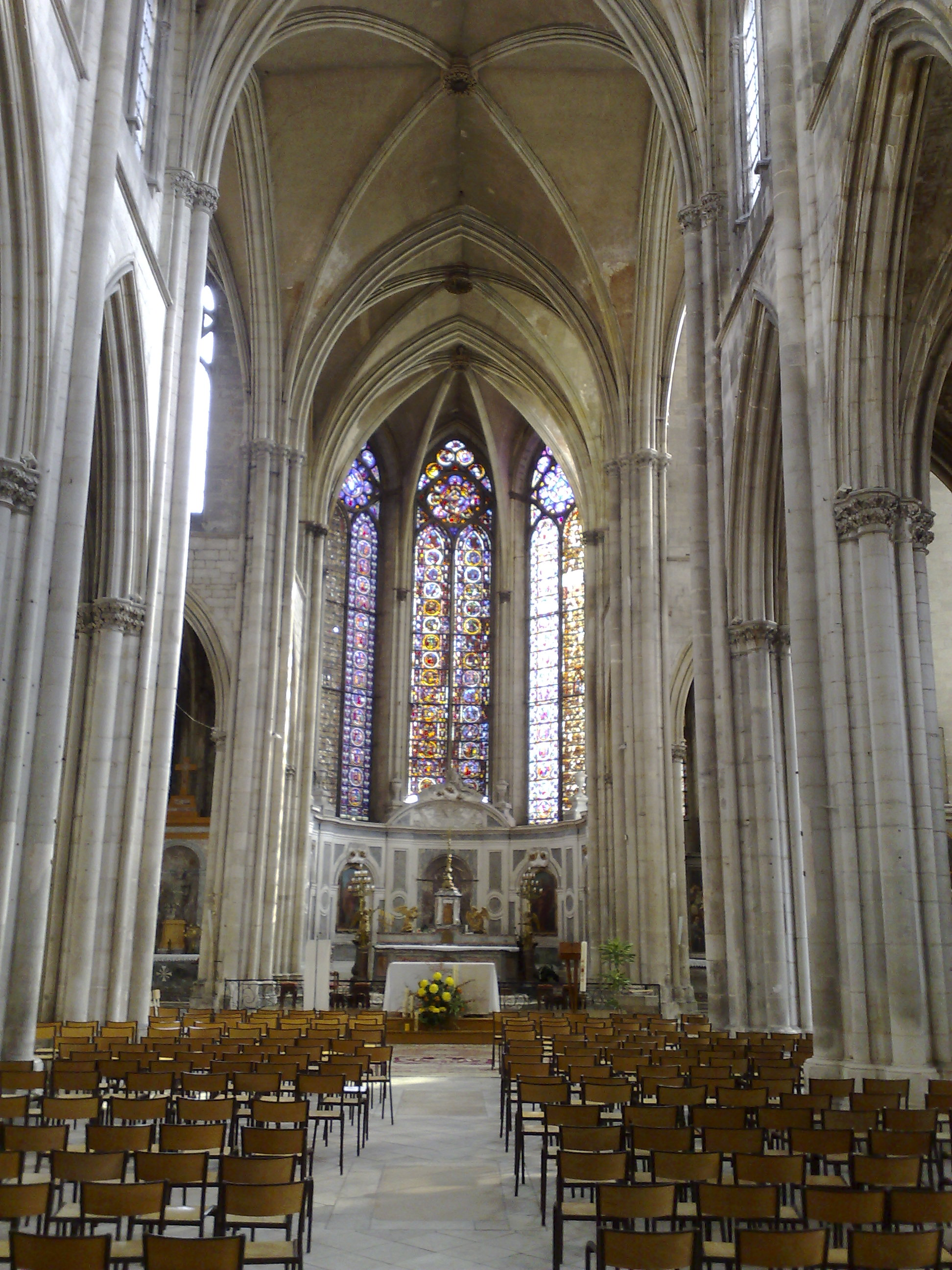
Schiff
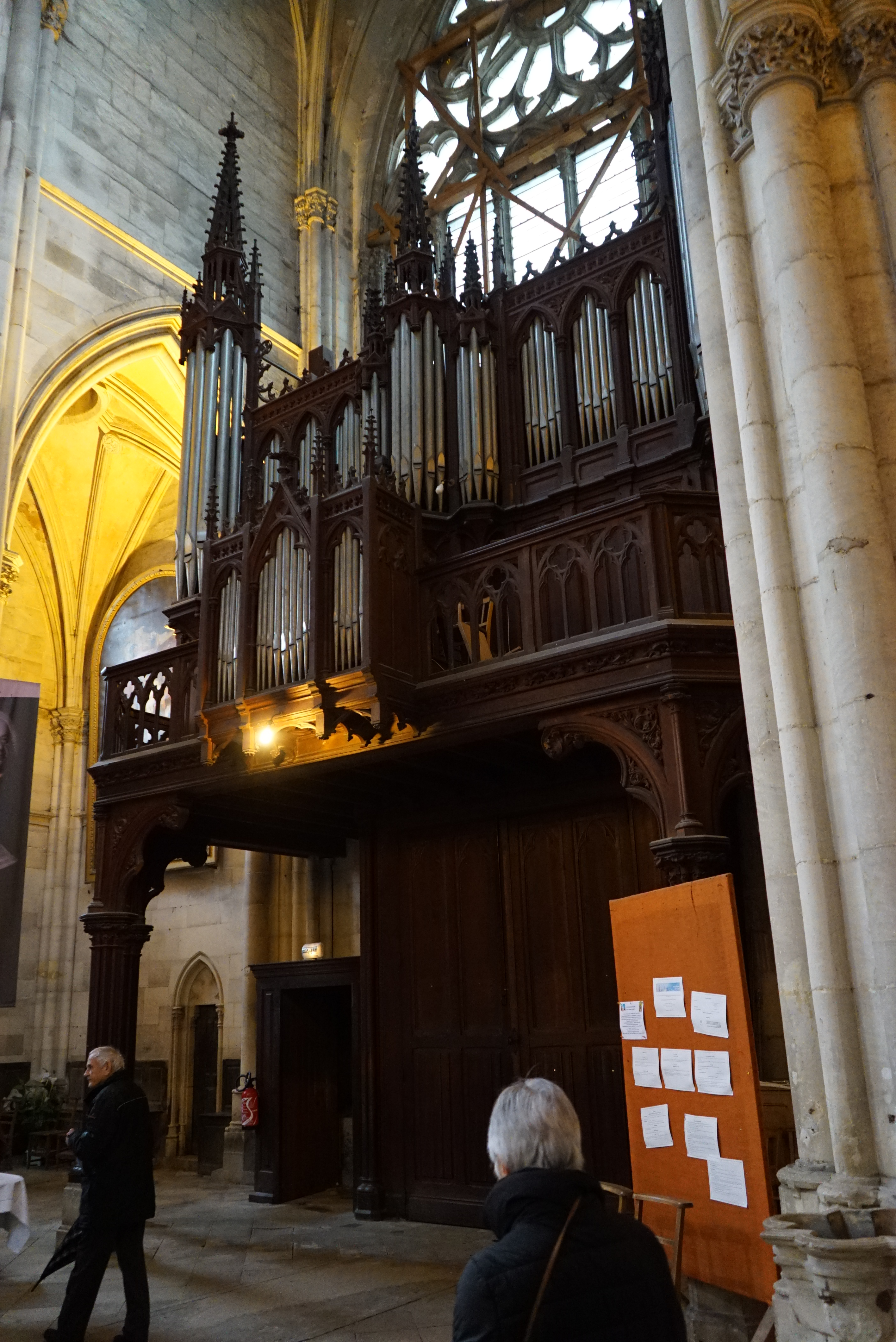
Orgel
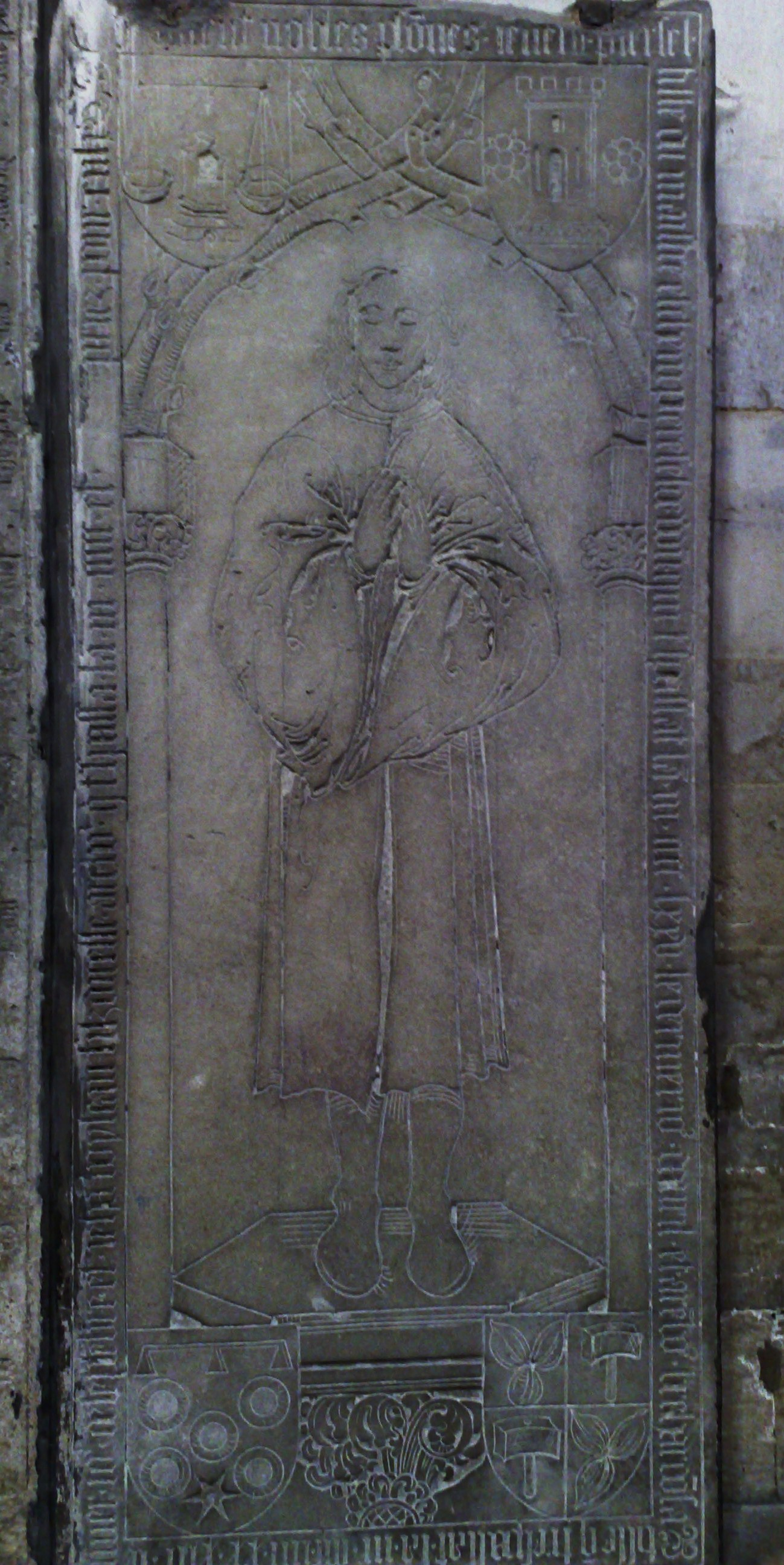
Grabstein

## Kreuzgang

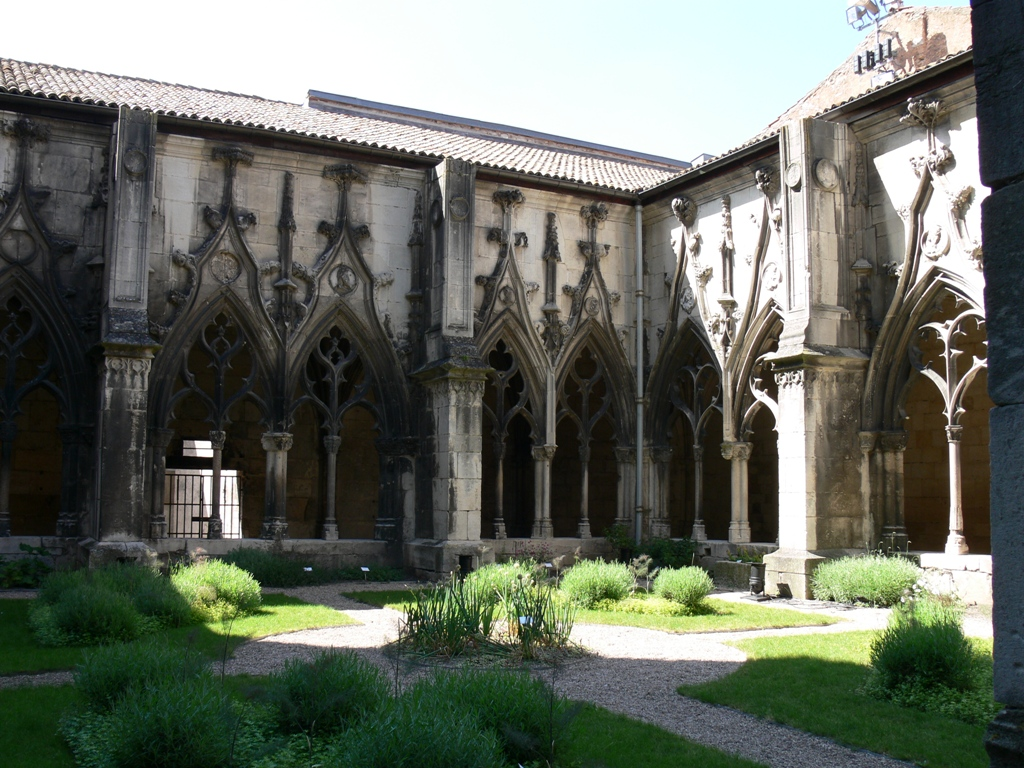
Der Garten
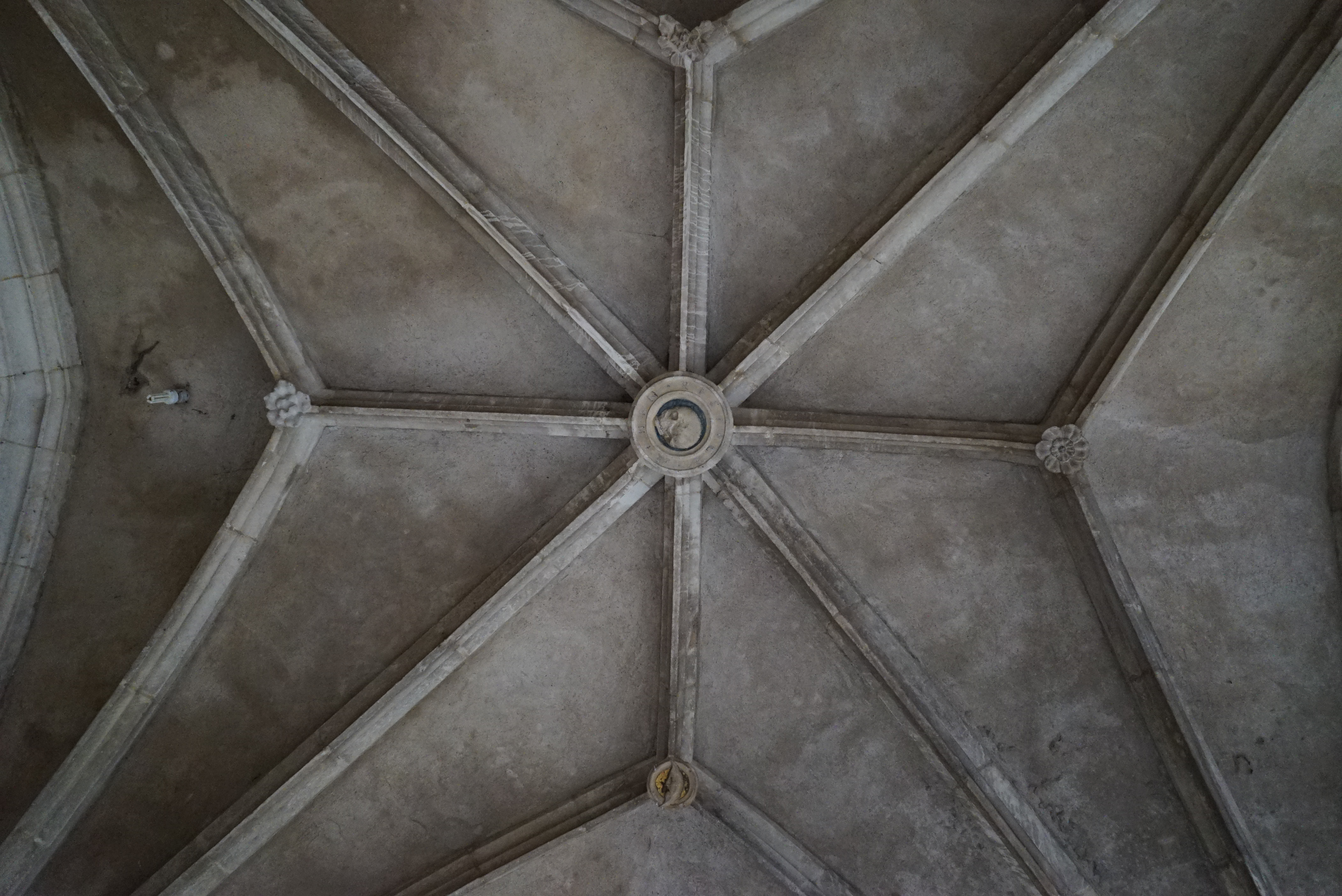
Gewölbe
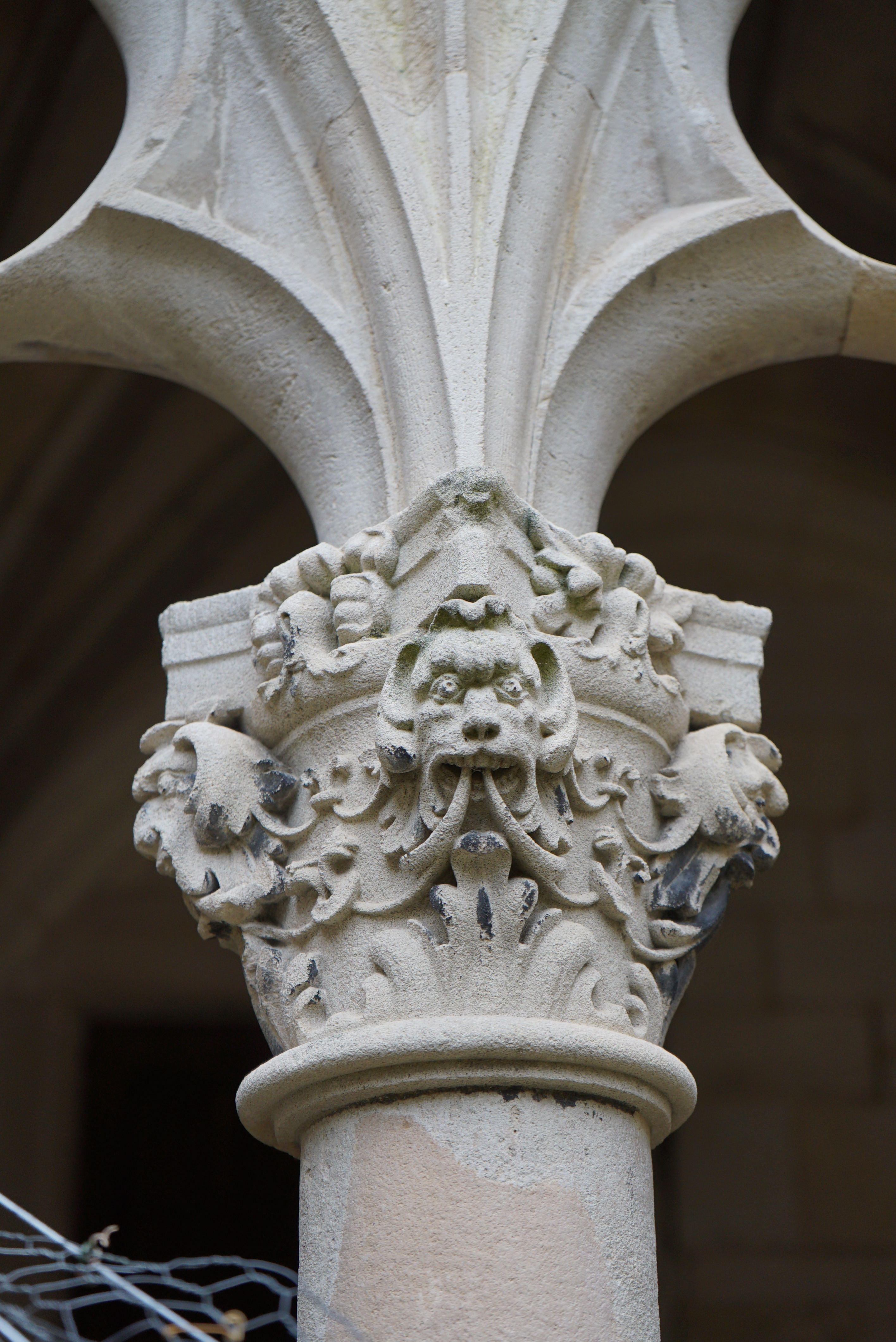
Kapitell
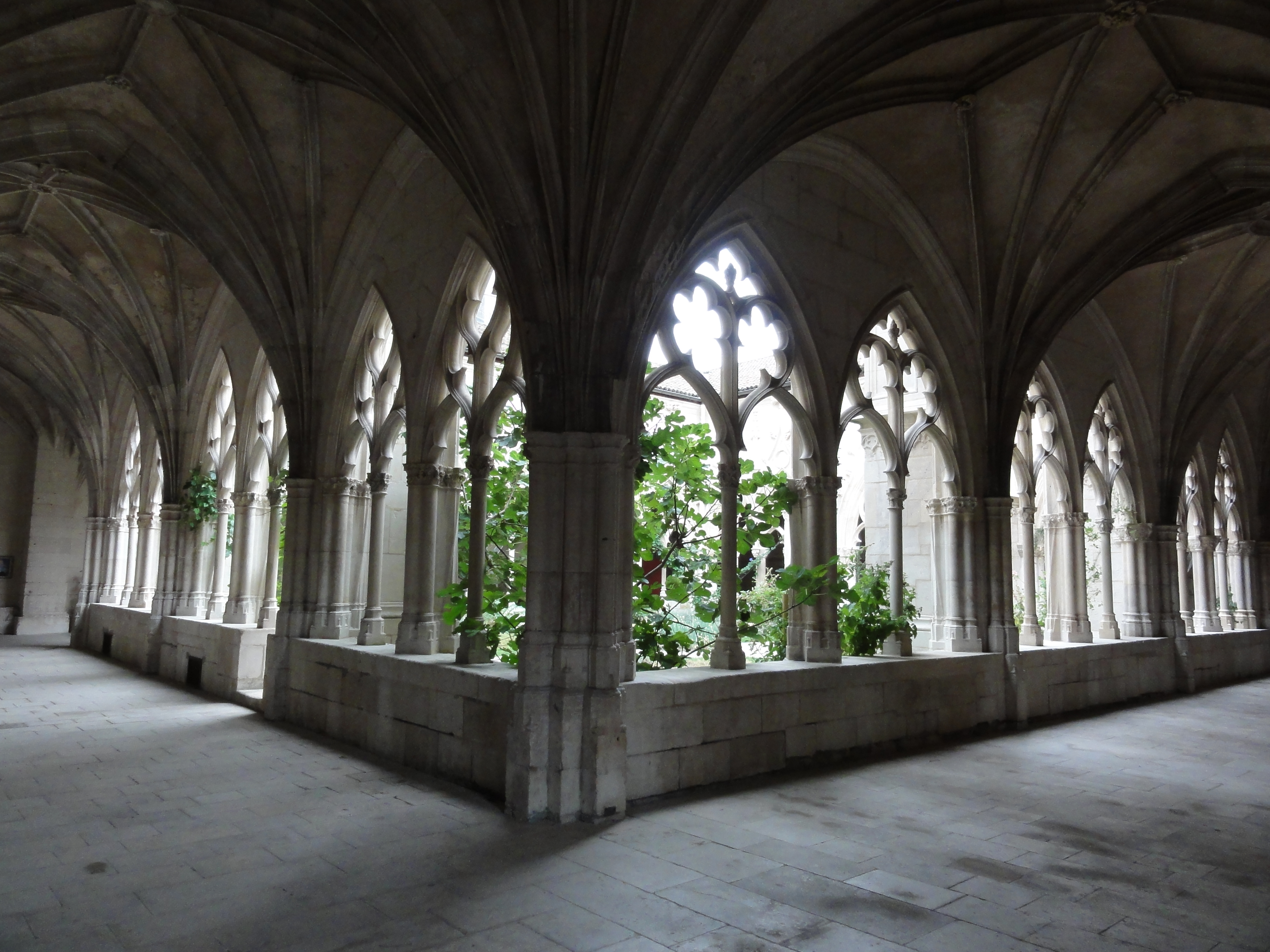
Kreuzgang der Stiftskirche
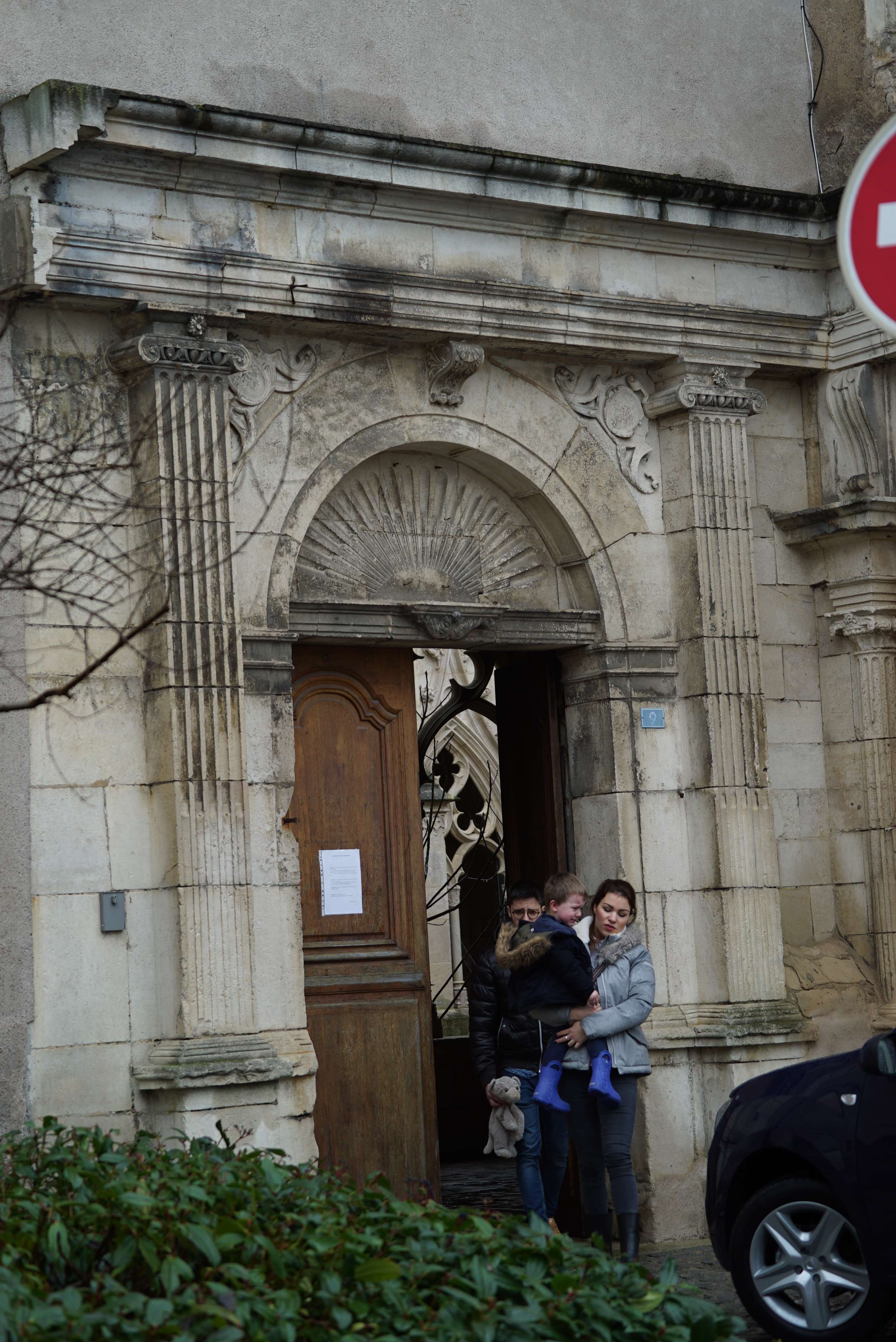
Renaissance-Portal

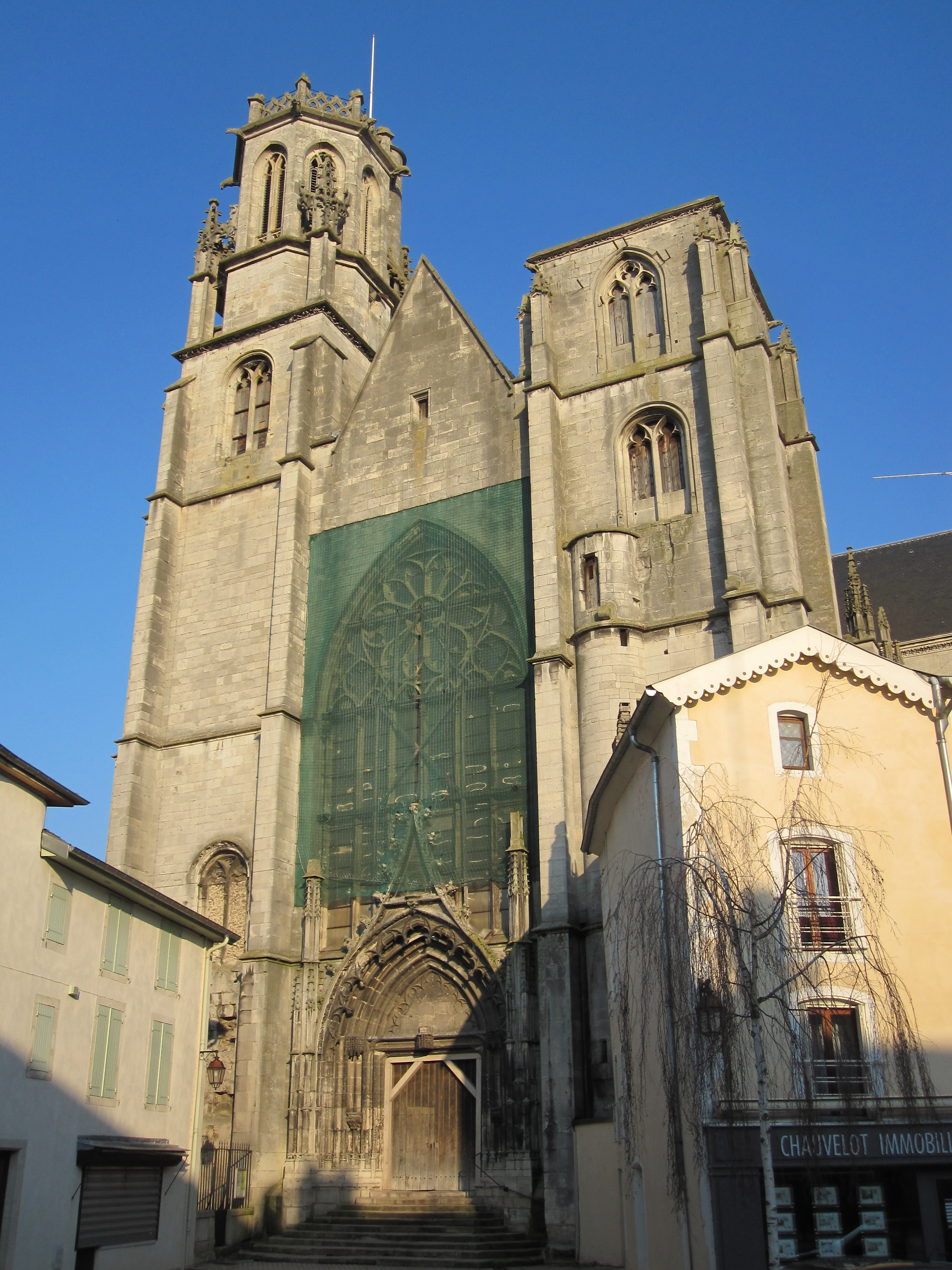
Fassade von Saint-Gengoult

Der Kreuzgang der Stiftskirche Saint-Gengoult in Toul wurde im 16. Jahrhundert zwischen 1510 und 1530 erbaut. Ursprünglich war er aufgrund seiner geringen Größe als doppelstöckiges Gebäude geplant, doch das zweite Stockwerk wurde nie realisiert. Die Gewölbejoche sind noch im Stil der Flamboyant-Gotik gehalten, während die Außenseiten vom Stil der Renaissance geprägt sind. Der Kreuzgang wurde 1889 unter Denkmalschutz gestellt.